# Križevci
Križevci (maďarsky Kőrös, latinsky Crisum) jsou město v centrální části Chorvatska, nacházející se 57 km severovýchodně od Záhřebu. Administrativně spadají pod Koprivnicko-križeveckou župu. V roce 2011 zde žilo celkem 11 231 obyvatel. V blízkosti města se nachází rovněž i hora Kalnik a hrad stejného názvu.

## Poloha
Město se rozkládá v regionu tzv. chorvatského Příhoří[zdroj?], na říčce Koruška, která se vlévá do potoka Glogovnica. Leží 50 km severovýchodně od Záhřebu.

## Historie
První písemná zmínka o městě pochází z roku 1209. Opevnění zde existovalo ale nejspíše již v roce 1193, kdy je doložen úřad križeveckého župana. V roce 1252 získaly Križevci statut svobodného královského města. Nejstarší jádro města se nacházelo v lokalitě dnešního Horního města (chorvatsky Gornji Grad) na samém severním okraji Križevců. Nedlouho poté vzniklo i dolní město (dnešní střed Križevců, chorvatsky Donji Grad).
Ve středověku zde měli svůj klášter augustiniáni (který byl opevněný), postaveny byl také i kostel sv. kříže, který byl později různě přestavován. Místní opevnění bylo dokládáno v roce 1403, ačkoliv se nejedná o první písemnou zmínku.

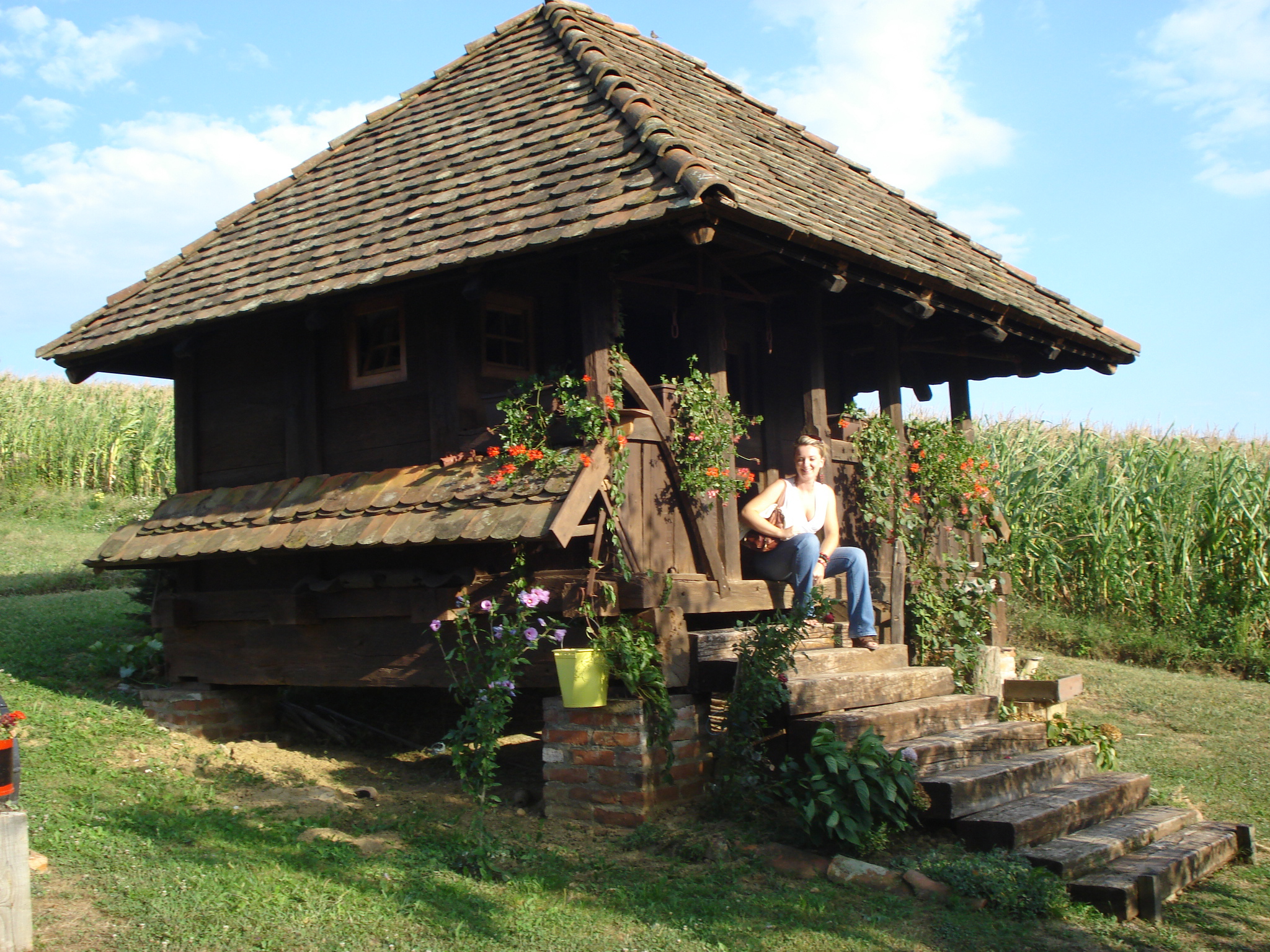
Historický dřevěný dům v Križevcích.

V roce 1539 vypálili město při svém postupu Evropou Turci. V roce 1552 se město ocitlo na samé frontové linii křesťanského světa s Turky. V souvislosti s tím bylo modernizováno městské opevnění, postaveny nové brány. Turci město několikrát vypálili; vzhledem k válčení se dochovalo jen málo pozůstatků na středověkou podobu města, a to jak z hlediska staveb, tak i záznamů písemných. Z administrativního hlediska se Križevci staly sídlem tzv. kapetanie, jedné z mnoha na hranici Habsburské monarchie s tureckou říší. V 17. století byl v Križevcích postaven frantiskánský klášter. Sídlo se rozvíjelo severo-jižním směrem podél hlavní silnice na prostoru mezi dvěma okolními potoky (Koruška ze západní a Vrtin z východní strany).
V roce 1752 sloučila císařovna Marie Terezie svým rozhodnutím původní horní a dolní město do jedné obce. Od té doby nesou Križevci svůj současný název v množném čísle (sing. Križevec). Mapy prvního vojenského mapování z konce 18. století zaznamenaly sídlo v podobě, kdy bylo původní souvislé osídlení přerušeno výstavbou městského opevnění. Centrální část města byla oddělena od zbytku hradbami, které měly obdélníkový půdorys, čtyři bašty a od okolí je odděloval příkop. Konkatedrála sv. Kříže se nacházela již za hradbami, na mapách nicméně byla zaznamenána. Existovala také i kaple sv. Floriána, která stojí v blízkosti městské knihovny jižně od centra Križevců. Do města byl možný přístup dvěma branami. Město tak bylo rozdělené na horní, dolní (opevněné) a jižní předměstí (před opevněním). V 70. letech 18. století žilo v Križevcích okolo patnácti set obyvatel. V té době byl také rozsáhle přestavován místní župní palác.
Roku 1838 zde byla otevřena tzv. Ilyrská čítárna (pojmenována nejspíše v souvislosti s ilyrským hnutím). Byla předchůdkyní místní knihovny. Jen o osm let dříve sem začala být pravidelně doručována pošta. Zřízena zde také byla hudební škola.
V první polovině 19. století se městské opevnění ocitlo v havarijním stavu. Bylo strženo nejspíše někdy v polovině století, neboť se neobjevuje na katastrálních mapách v roce 1858 ani na mapách druhého vojenského mapování z druhé poloviny století. V souvislosti s tím byla uvolněna rozsáhlá plocha, která umožnila modernizaci města, výstavbu nových ulic i domů. V té době měly Križevci zhruba 2100 obyvatel.
V roce 1866 bylo sídlo župy přesunuto do Bjelovaru, čímž význam města poklesl. I přesto nicméně v roce 1871 získalo město železniční spojení. Trať byla budována tři roky. Přes Križevce vede důležitá trasa z Budapešti do Rijeky. Tato skutečnost umožnila průmyslový rozvoj města. Dráha je dobře patrná na mapách třetího vojenského mapování z konce 19. století. Tehdy stála v Križevcích i zemědělská škola, její areál ležel na východním okraji města. Postavena byla v 60. letech 19. století. Zaznamenány již byly všechny tehdejší kostely a další významné stavby. V 70. letech 19. století byla uskutečněna první veřejná soutěž na výstavbu budovy, a to nové knihovny. Uskutečnila se také pro divadlo, to ale nepostaveno nakonec nebylo.
Roku 1901 byla původní hospodářská zahrada místní zemědělské školy přebudována do podoby prvního městského parku (Gustava Bohutinského).
V posledním rakousko-uherském sčítání lidu z roku 1910 žilo v Križevcích přes 4,8 tisíce obyvatel. Přítomna zde byla i židovská komunita, ta zde měla i vlastní synagogu. Doložena je existence také i zhruba stovky pravoslavných Srbů, kteří sem přišli původem z oblasti Hercegoviny. Měli vlastní kostel i svojí školu.
V bezprostřední blízkosti byl za 2. světové války koncentrační tábor Gornja Rijeka. Pravoslavné obyvatelstvo bylo z velké části[zdroj?] vysídleno na jaře 1941 do Srbska.
Po druhé světové válce bylo město centrem potravinářského průmyslu. V místních kasárnách Kalnik byla dislokována 411. dělostřelecká brigáda Jugoslávské lidové armády. Později byl vojenský areál předán městu, které zde postavilo školy a další objekty. V roce 1952 bylo zřízeno rovněž i místní městské muzeum.
V souvislosti s transformací chorvatského hospodářství po roce 1991 však i místní potravinářská společnost Mlinar zanikla a zbořena byla i věž, která představovala jednen ze symbolů města. V roce 2008 zasáhla v souvislosti se světovou hospodářskou krizí město, které již tak patřilo v rámci Chorvatska k ekonomicky slabším, další rána, zvýšila se nezaměstnanost apod. 
Na počátku 21. století bylo také přemístěna ze středu města původní městské tržiště. Původní průmyslový objekt pro masný průmysl byl stržen a na jeho místě vzniklo obchodní centrum.

## Obyvatelstvo
Počet obyvatel Križevců dlouhodobě klesá. V roce 2011 zde žilo 11 251 obyvatel a roku 2021 to bylo 10 581.

## Kultura

### Církevní stavby

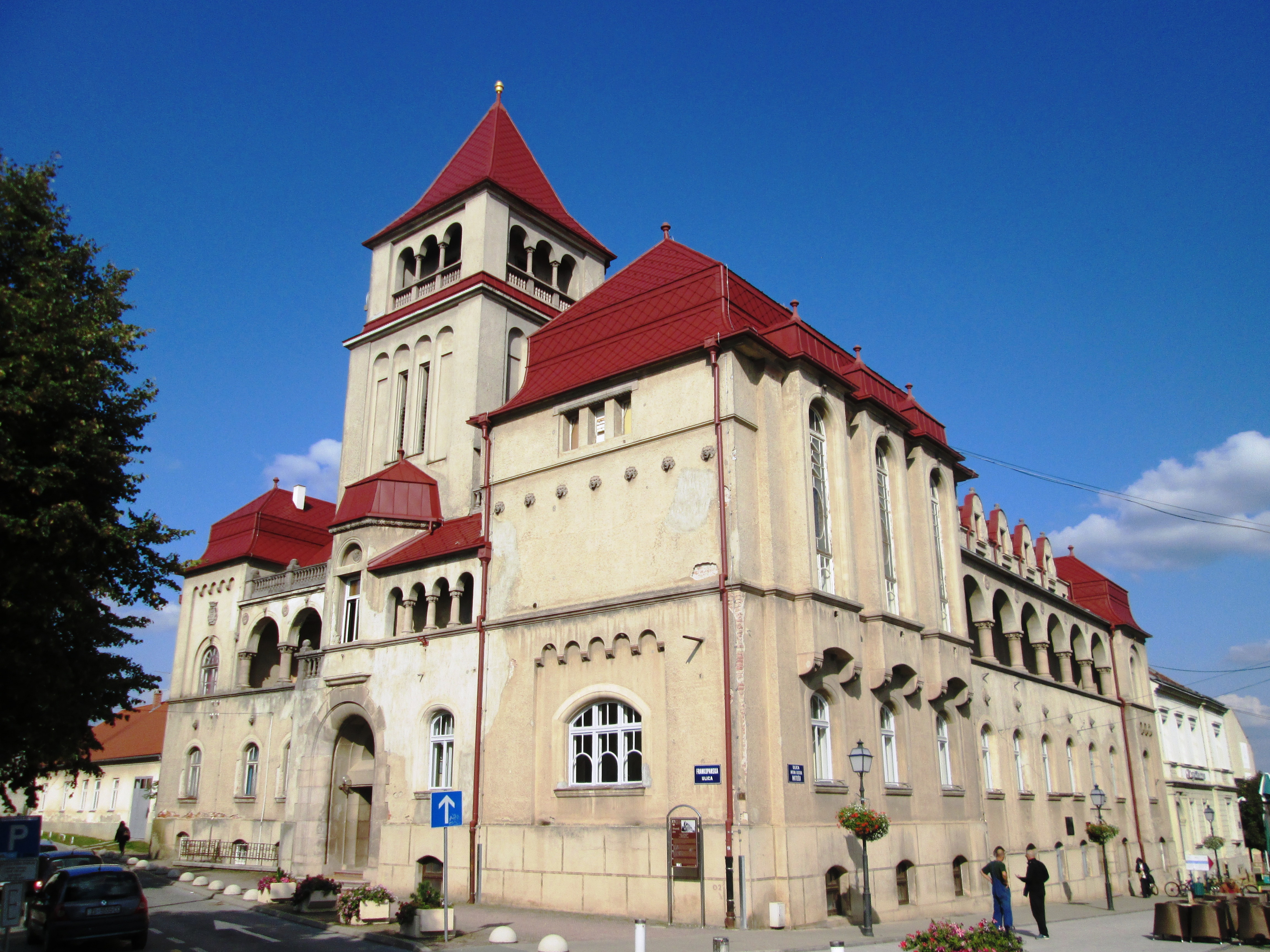
Budova tzv. Chorvatského domu).

Hlavním katolickým svatostánkem v Križevcích je konkatedrála svatého Kříže. Nachází se zde také kaple svatého Floriána a pravoslavný kostel svatého Sávy (dokončen v roce 1904, na místě jednoho z původních bastionů městského opevnění). Stojí zde také řeckokatolická katedrála, sídelní pro eparchii križeveckou chorvatské řeckokatolické církve. V místní části Gornji Grad se nachází kostel sv. Rocha a v bývalém jižním předměstí také historicky významná kaple svatého Floriána.

### Kulturní instituce a pamětihodnosti

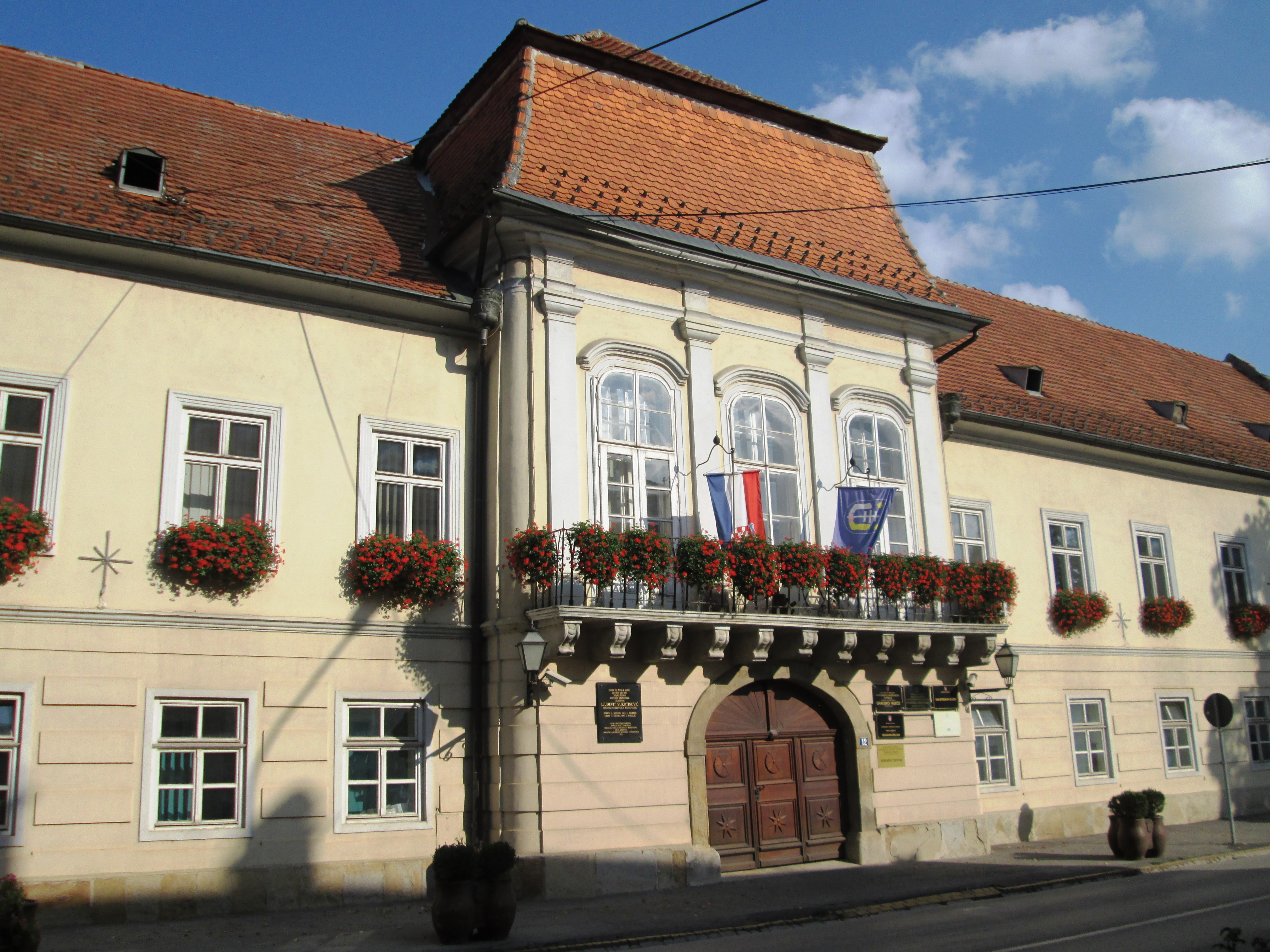
Budova radnice.

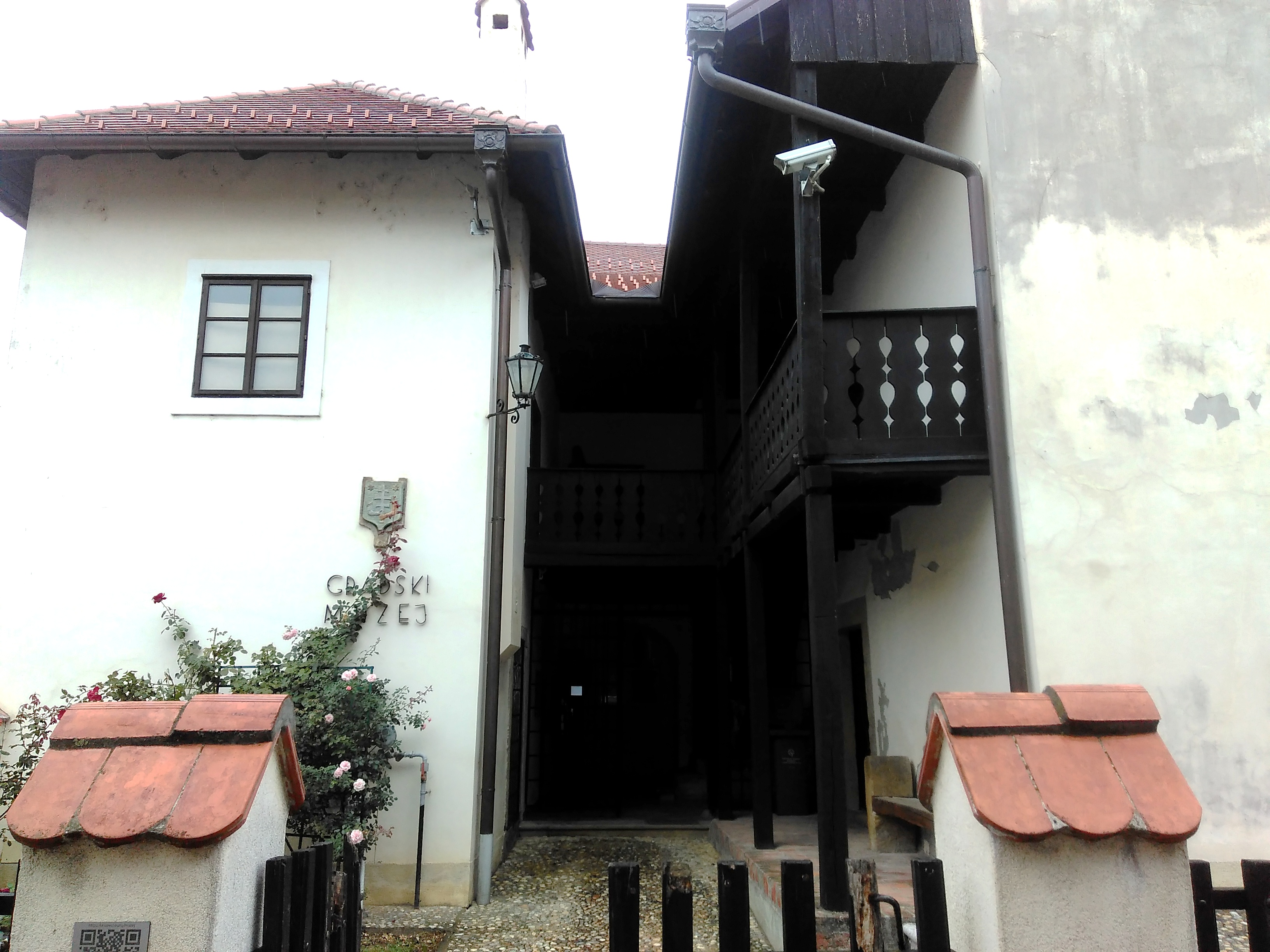
Areál městského muzea.

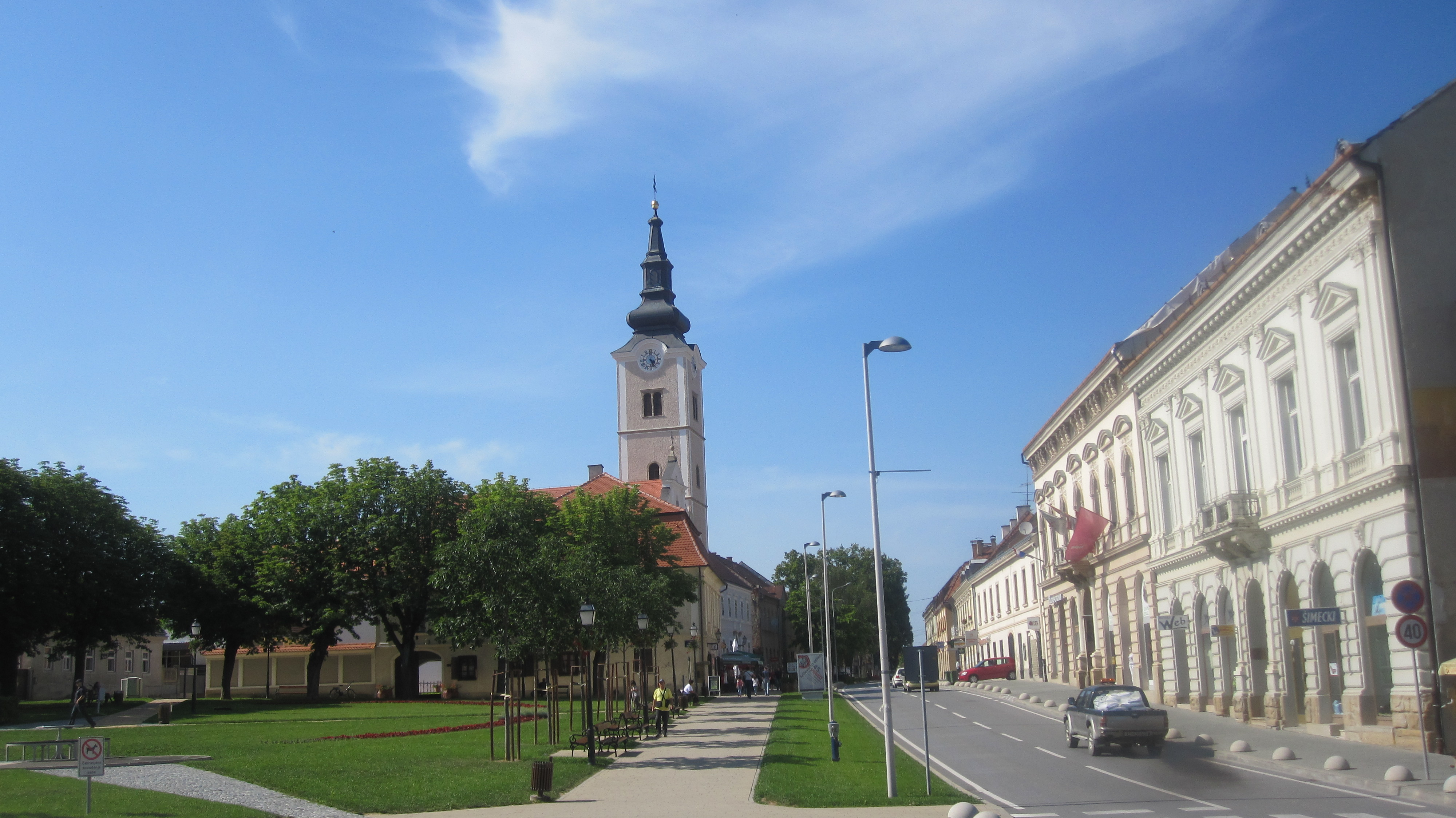
Střed města.

Poblíž kostela sv. Anny v centru města stojí také Městské muzeum (chorvatsky Gradski muzej). Mezi další pamětihodnosti patří také např. Karasův dům, který byl dříve paulánským hospicem.
V Križevcích se nachází městská knihovna Franja Markoviće. Nedaleko od ní stojí observatoř, resp. kosmologické centrum.
Ve městě se nachází tzv. Chorvatský dům, který slouží pro potřeby Otevřené školy.
V roce 2022 byla v centru města otevřena vyhlídková věž. V témže roce získalo město také titul "Město pro mladé".

## Veřejná zeleň a životní prostředí
Hlavním parkem je Park Gustava Bohutinského, který je umístěn na východním okraji Križevců. Parkovou úpravu má rovněž i náměstí Antuna Nemčiće. Město je obklopené lesy a veřejně přístupnou zelení, kam vedou cyklistické i turistické trasy (Široko brezje, Župetnica).

## Ekonomika
Križevci jsou jako druhé největší město Koprivnicko-križevecké župy jedním z jejich hospodářských center. Pracuje zde na čtyři tisíce lidí a existuje zde přes tři sta různých subjektů. Míra nezaměstnanosti zde činila 2,9 %, což činilo město na 9. místě v celém Chorvatsku. Do kategorie větších a středních firem spadají ale jen jednotky těchto subjektů.
V roce 2010 byl průměrný plat na území města Križevci 3753 kun.
V Križevcích sídlí stavební společnost Radnik, která již v časech existence socialistické Jugoslávie realizovala řadu staveb na území jednotlivých jejích republik, také v Chorvatsku a v západní Evropě. Do roku 1994 zde sídlila společnost Čelik, která se věnovala zpracování oceli, sídlila zde také již zmíněná firma Mlinar. Zkrachovala v souvislosti s nesnadnou transformací chorvatského hospodářství na nové poměry po roce 1991. 
V Križevcích a okolí je tradiční rovněž i pěstování vína. Místní pravidla pro pěstování vína (chorvatsky Križevački štatuti) patří mezi nejstarší na území současného Chorvatska.
Město Križevci ve své strategii rozvoje rovněž vkládá důraz i na možnost rozvoje ovocnářství, resp. sadařství. Okolní lesy se odpradávna využívaly k těžbě dřeva, dnes je jejich menší část nicméně chráněná jako přírodní rezervace (např. les Župetnica), a proto tomuto účelu již neslouží. Každý podzim se v Križevcích koná řemeslnický a hospodářský veletrh.

## Doprava
Hlavní dopravní tah, který přes ně prochází, je železniční trať mezi městy Koprivnica a Vrbovec (a směrem dále do metropole Záhřebu). Město také představuje významnou železniční křižovatku. Hlavní nádraží se nachází ve značné vzdálenosti od samotného středu města.
K městu rovněž vede i přivaděč dálnice A2 (silnice č. D10). Prochází ním rovněž i silnice celostátního významu č. D22, která vede do obce Novi Marof. Město nemá vlastní obchvat, tranzitní doprava je vedena samotným městem. V centru Križevců se nenacházejí ani významnější pěší zóny.

## Školství
Ve městě se nachází čtyři základní školy, z toho jedna je škola hudební. Dále jsou zde tři školy střední a jedno vysokoškolské hospodářské centrum.

## Sport
Místní fotbalový tým NK Križevci hraje na vlastním stadionu, který leží na východním okraji města. V jeho blízkosti se nachází rovněž ještě krytá sportovní hala a dále také plavecký bazén.

## Partnerská města
- Pag, Chorvatsko
- Novska, Chorvatsko
- Čitluk, Bosna a Hercegovina
- Reana del Rojale, Itálie
- Slovenske Konjice, Slovinsko
- Kočani, Severní Makedonie